# General Sandino
General Sandino är en ort i Mexiko.   Den ligger i kommunen Copainalá och delstaten Chiapas, i den sydöstra delen av landet, 700 km öster om huvudstaden Mexico City. General Sandino ligger 1 192 meter över havet och antalet invånare är 284.
Terrängen runt General Sandino är kuperad västerut, men österut är den bergig. Runt General Sandino är det ganska tätbefolkat, med 56 invånare per kvadratkilometer. Närmaste större samhälle är Copainalá, 4,3 km sydost om General Sandino. Omgivningarna runt General Sandino är en mosaik av jordbruksmark och naturlig växtlighet.